# Ulica Kosmiczna w Katowicach
Ulica Kosmiczna w Katowicach – ulica we wschodniej części Katowic, położona na całej swojej długości na obszarze dzielnicy Giszowiec. Łączy ona ulicę Mysłowicką z ulicą Górniczego Stanu. Początkowo droga ta stanowiła dukt, a obszar wokół niej rezerwę pod rozbudowę powstałego w 1907–1910 osiedla patronackiego Giszowiec. Pierwsza zabudowa powstała w latach 20. XX wieku (osiedle Neubau), a późniejsza po II wojnie światowej. Obecnie ulica Kosmiczna okala zabudowaną część Giszowca od wschodniej strony, a przy niej prócz domów mieszkalnych znajduje się m.in. szyb „Roździeński” likwidowanej kopalni „Wieczorek”.

## Przebieg
Numeracja budynków przy ulicy Kosmicznej zaczyna się przy skrzyżowaniu z ulicą Mysłowicką i w kierunku południowym rośnie ona tylko po stronie zachodniej. Od tego miejsca droga ta na całej długości biegnie prostolinijnie w kierunku południowym. Do skrzyżowania z ulicą Górniczego Stanu, gdzie ulica Kosmiczna kończy swój bieg, od strony zachodniej łączy się z ulicami: Miłą, Sputników (dwa razy) i Pod Kasztanami. Na wysokości numerów 1–4 i 25 przy ulicy znajdują się przystanki autobusowe z obustronnymi stanowiskami. Od skrzyżowania z ulicą Górniczego Stanu numeracja budynków przy ulicy rośnie potem po wschodniej stronie w kierunku północnym.

## Opis i dane techniczne

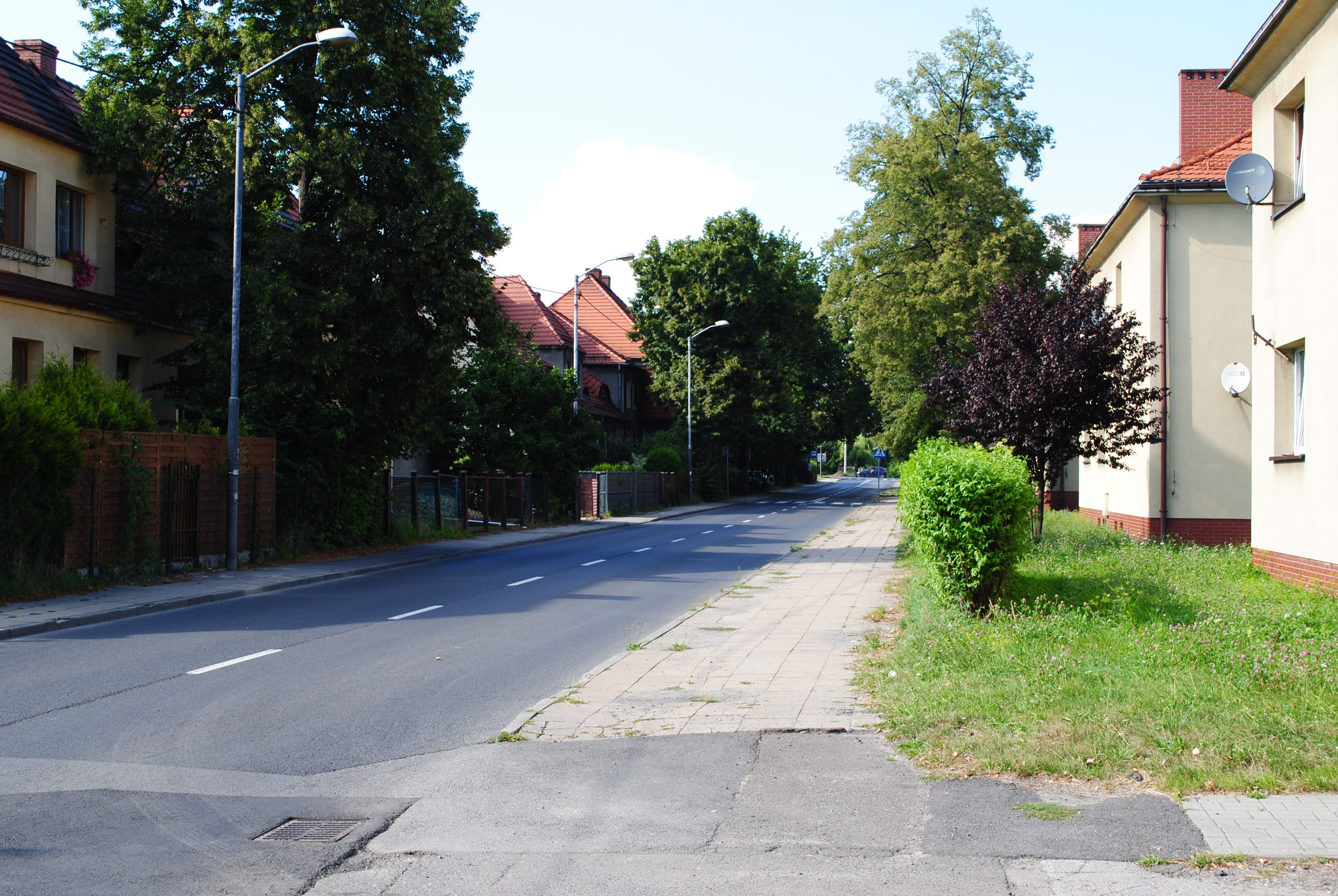
Ulica Kosmiczna w środkowej części (widok w kierunku północnym)

Ulica Kosmiczna przebiega przez teren katowickiej dzielnicy Giszowiec na całej swojej długości. Jest to droga powiatowa o klasie drogi lokalnej. Długość ulicy Kosmicznej wynosi 772,5 m, a jej powierzchnia 4 590 m². Jest ona w administracji Miejskiego Zarządu Ulic i Mostów w Katowicach. W systemie TERYT ulica widnieje pod numerem 09437. Kod pocztowy dla adresów wzdłuż ulicy to 40-457. Wierni rzymskokatoliccy mieszkający przy ulicy Kosmicznej przynależą do obydwu giszowieckich parafii: numery 1-25 i 57-62 do parafii św. Barbary, natomiast 26-56 do wspólnoty parafialnej św. Stanisława Kostki.
Przez ulicę, na całej swej długości przebiega fragment czarnego Szlaku Dolinki Murckowskiej.
Ulicą kursują autobusy miejskiego transportu zbiorowego na zlecenie Zarządu Transportu Metropolitalnego. W ciągu ulicy zlokalizowane są dwa przystanki ze stanowiskami w obydwie strony: Giszowiec Kosmiczna i Giszowiec Szyb Roździeński. Według stanu z połowy listopada 2020 roku, z obydwu przystanków odjeżdżają następujące linie: 30, 72, 108, 223, 292, 674 (w kierunku południowym), 695 i 920. Linie te łączą bezpośrednio z większością dzielnic Katowic, a także z ościennymi miastami, w tym z Mikołowem, Mysłowicami i Siemianowicami Śląskimi.
Przy ulicy Kosmicznej, według stanu z połowy listopada 2020 roku, znajdują się następujące przedsiębiorstwa i obiekty: zakład ogrodniczy (ul. Kosmiczna 58), salon meblowy (ul. Kosmiczna 60), szyb „Roździeński” Kopalni Węgla Kamiennego „Wieczorek” i Rodzinny Ogród Działkowy im. Staszica.

## Historia

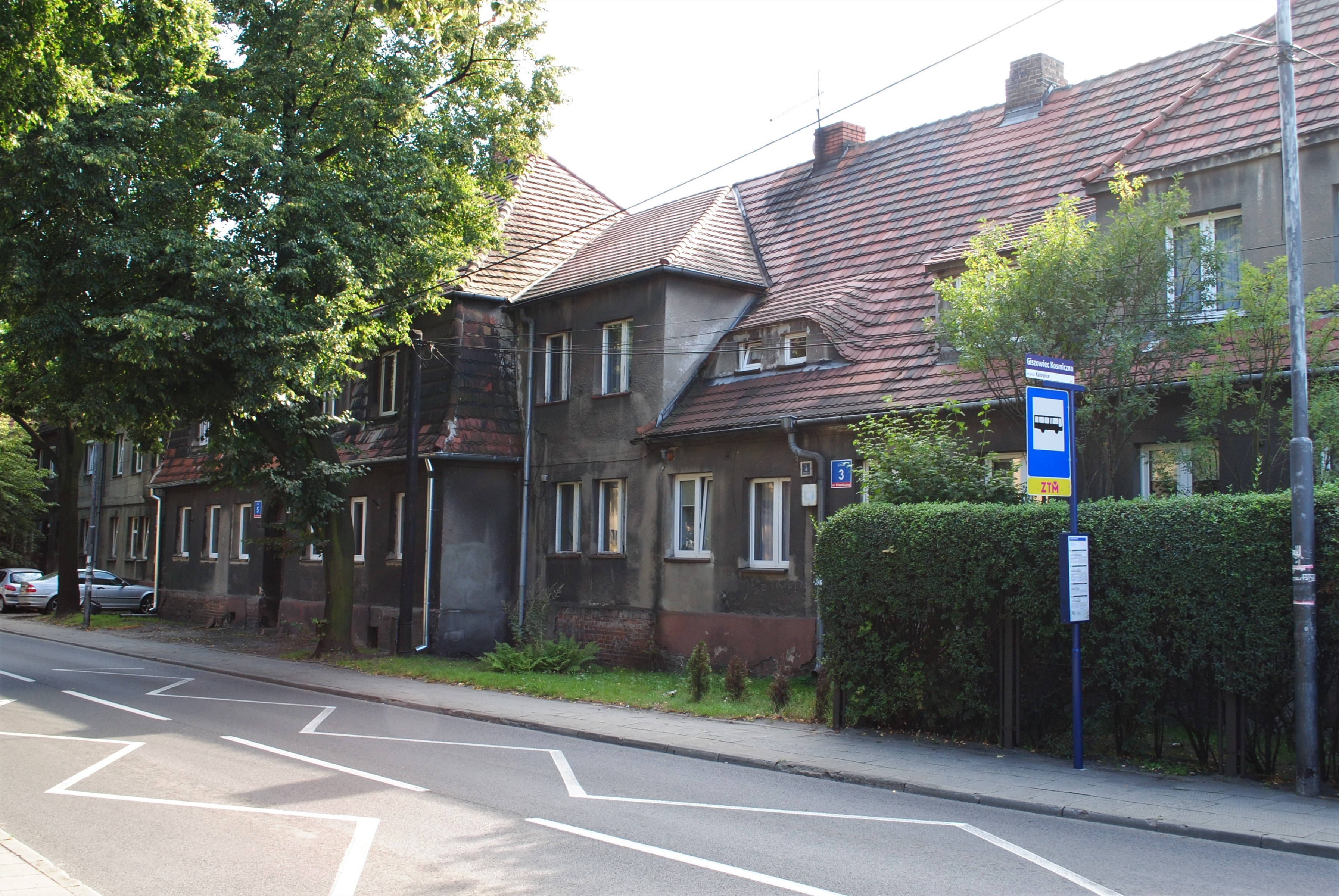
Fragment powstałego w latach 20. XX wieku osiedla Neubau przy ówczesnej ulicy Barbary w części północnej Giszowca

Zanim została wytyczona ulica Kosmiczna, w przebiegu przyszłej ulicy ciągnął się dukt leśny, powstały pod koniec XIX wieku. Na zachód od przyszłej ulicy w latach 1907–1910 powstało osiedle patronackie Giszowiec z inicjatywy ówczesnego dyrektora generalnego spółki Georg von Giesches Erben – Antona Uthemanna, a architektami osiedla byli Georg i Emil Zillmannowie. Sam zaś obszar wzdłuż przyszłej ulicy Kosmicznej pozostawał niezabudowany – stanowił on pas rezerwowy o szerokości 130 metrów pod przyszłą rozbudowę osiedla.
Do rozbudowy wrócono po zakończeniu I wojny światowej, kiedy to w związku z panującą wówczas dobrą koniunkturą na węgiel kamienny, wzrosło zapotrzebowanie na nowych pracowników do kopalni „Giesche” (obecnie „Wieczorek”). W tym celu spółka Giesche przystąpiła do rozbudowy wschodniej części osiedla patronackiego Giszowiec, w terenie rezerwowym w rejonie obecnej ulicy Kosmicznej. Koncesję na budowę budynków uzyskano w 1920, 1921 i 1924 roku. Powstał wówczas kompleks szeregowej zabudowy z niewielkimi ogródkami. Osiedle mieszkańcy nazwali „Neubau” (pol. nowa zabudowa). W latach międzywojennych nadano obecnej trasy nazwę: ulica Barbary. Na początku lat 20. XX wieku, w osi północ-południe równolegle do ulicy Barbary, powstała również odnoga linii wąskotorowej prowadzącej do cegielni i szybu Wschodniego kopalni „Giesche”. Droga w okresie niemieckiej okupacji Polski w latach 1939–1945 została przemianowana na Barbarastraße.

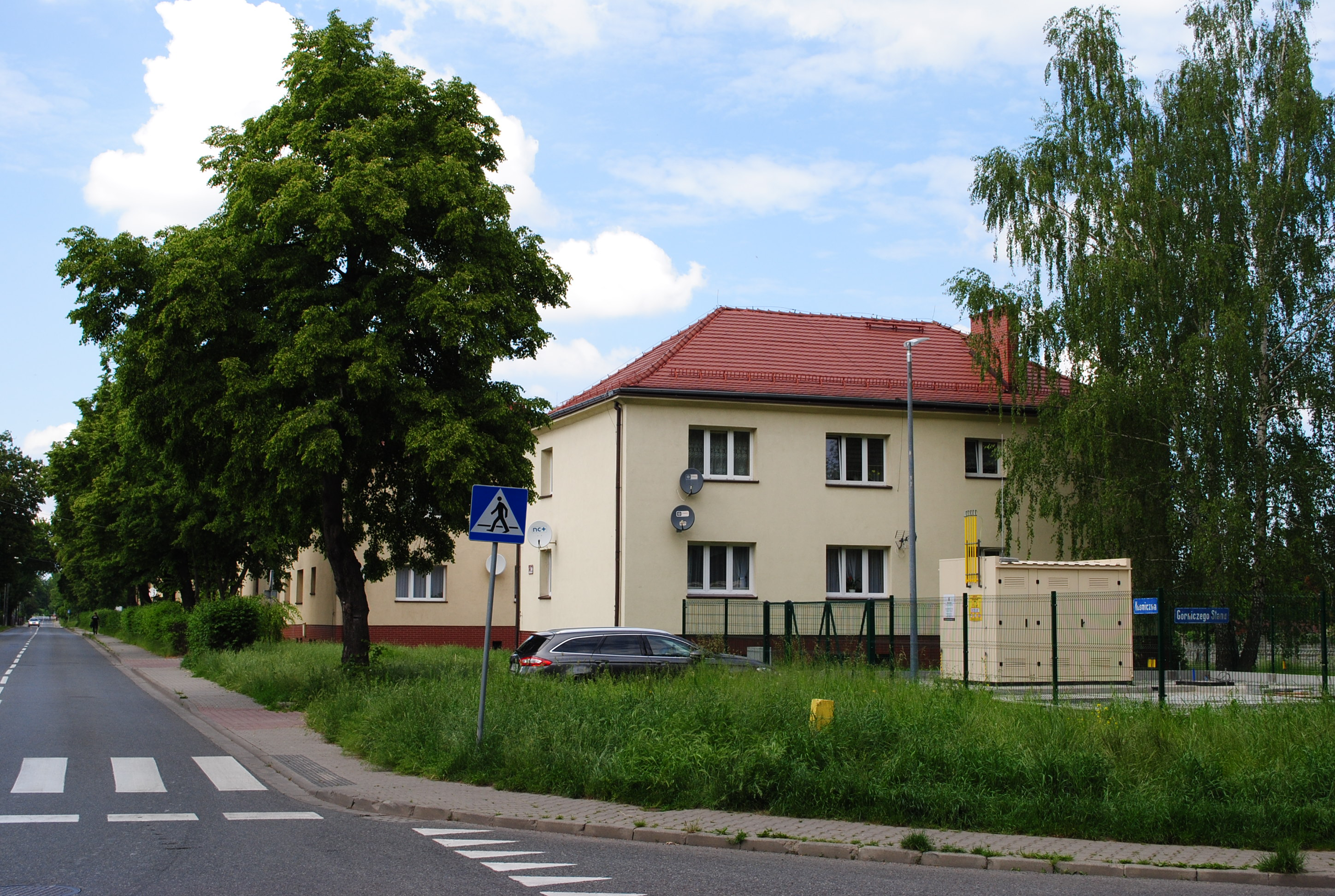
Budynki powstałe przez ZBOR na zlecenie kopalni „Wieczorek”, wybudowane do 1951 roku

Po II wojnie światowej przywrócono przedwojenną nazwę – ulica Barbary. Przystąpiono również do dalszej rozbudowy Giszowca w rejonie ulicy Barbary. Do 1951 roku Zakład Budowy Osiedli Robotniczych dla kopalni „Wieczorek” zrealizował nowe budynki mieszkaniowe przy wschodniej stronie osiedla – wybudowano wówczas 31 budynków ze 116 mieszkaniami przy ulicach: Barbary (obecnie Kosmiczna), Projektowanej (obecnie Sputników) i Odrodzenia (obecnie Pod Kasztanami). Po stronie zachodniej ulicy Barbary powstały wówczas jednakowe domy dwurodzinne otoczone ogródkami, a po stronie wschodniej 13 ceglanych, jednakowych budynków. Architektonicznie budynki nawiązują do architektury sąsiedniej zabudowy z lat międzywojennych.

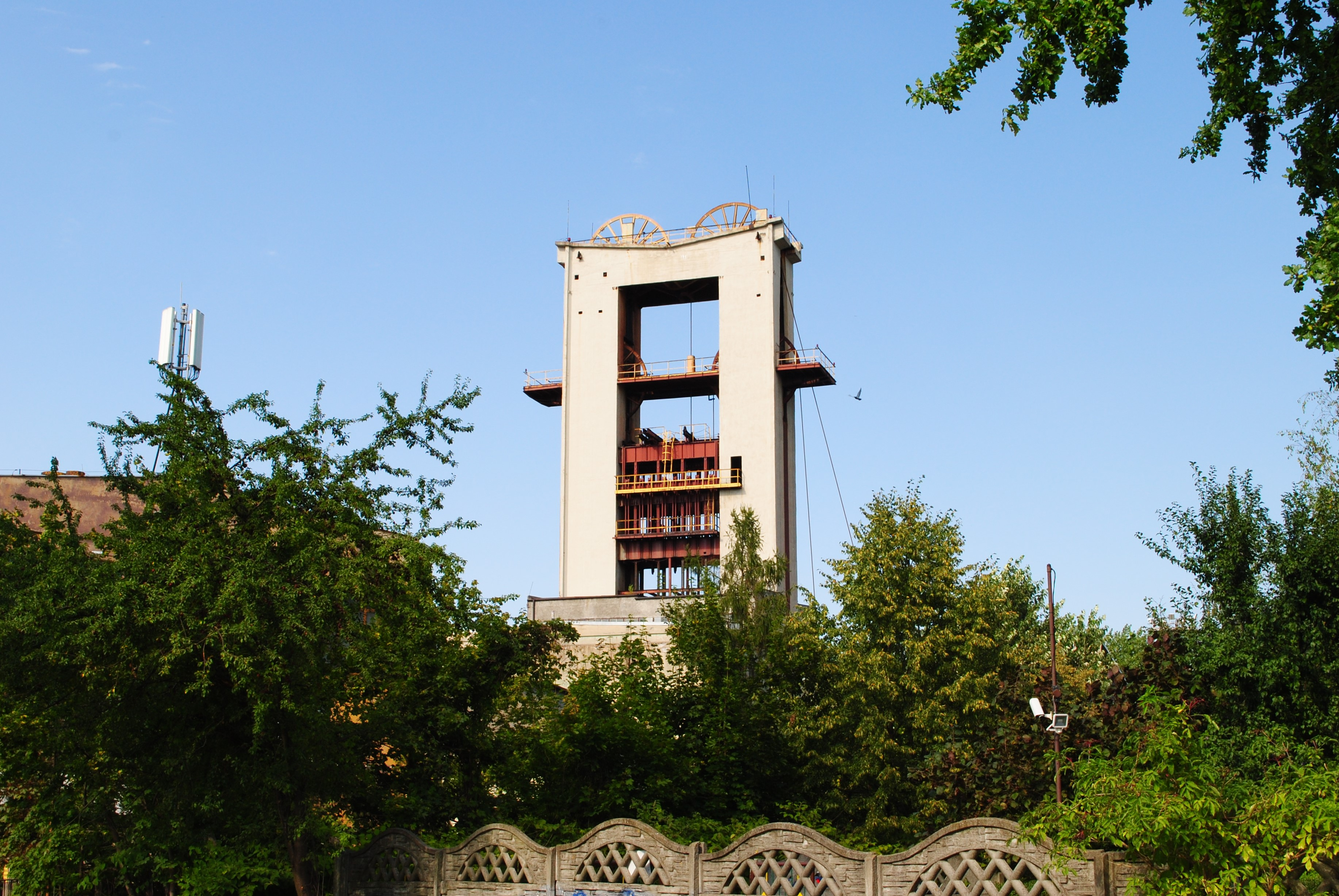
Szyb „Roździeński” kopalni „Wieczorek”, wydrążony w 1964 roku

Po wschodniej stronie obecnej ulicy Kosmicznej zaczęły powstawać ogrody działkowe. Pierwsze zostały zagospodarowane w 1953 roku – powstały wówczas Pracownicze Ogródki Działkowe „Barbara”, które należały do kopalni „Wieczorek”. W latach 1969–1972 część z nich przydzielono pracownikom kopalni „Staszic”. W 1974 roku kopalnia ta pozyskała tereny na południe od szybu „Roździeński” kopalni „Wieczorek”. Założono wówczas POD Staszic. Obecnie Rodzinny Ogród Działkowy im. Staszica liczy 126 działek.
W związku z włączeniem 31 grudnia 1959 roku Giszowca do Katowic i problemem powtarzających się nazw ulic (ówcześnie w Katowicach istniała już ulica Barbary), przemianowano obecny szlak na ulicę Kosmiczną. W 1964 roku ukończono prace nad nowym szybem – „Roździeński”, o głębokości 580 metrów. Powstało wówczas nadszybie, dwa budynki z maszynami wyciągowymi, a także taśmociąg transportowy do sortowni „Pułaski”.
W latach 60. XX wieku, w związku z powstaniem w Giszowcu kopalni „Staszic”, zadecydowano o wyburzeniu unikatowego osiedla i postawieniu w jego miejscu nowego kompleksu złożonego z wielokondygnacyjnych bloków mieszkalnych. Na przełomie lat 60. i 70. XX wieku rozpoczęto wyburzanie osiedla Giszowiec. Wyburzeniu groziło całe osiedle, dlatego też rozpoczęto działania celem jego uratowania. Przetrwała jedynie jedna trzecia części zabytkowej zabudowy. Do wyburzenia przeznaczono również Neubau w zachodniej pierzei ulicy Kosmicznej. Ostatecznie, od wyburzenia uchroniono m.in. pierzeję ciągnącą się wzdłuż ulicy Kosmicznej. 18 sierpnia 1978 roku kompleks ten wraz z całym wschodnim układem urbanistycznym Giszowca wpisano do rejestru zabytków.

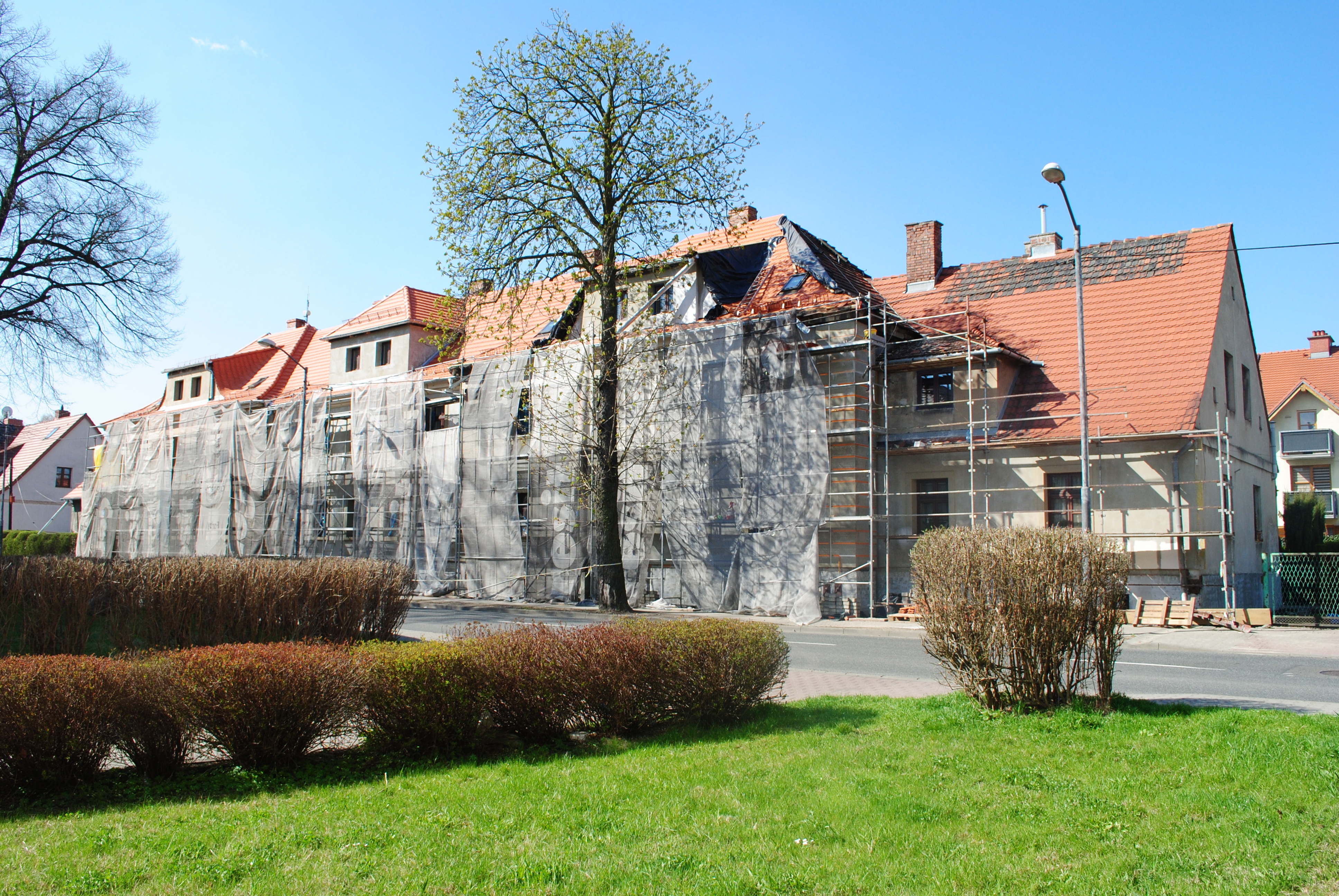
Zabytkowe budynki przy ulicy Kosmicznej 39-43 w trakcie renowacji w kwietniu 2022 roku

W latach 2003–2004 w rejonie ulic Pod Kasztanami, Górniczego Stanu, Kosmicznej i Działkowej, wybudowano osiedle Pod Kasztanami, którego inwestorem było Katowickie Towarzystwo Budownictwa Społecznego. Osiedle składa się z dziewięciu budynków z 200 mieszkaniami, garażami i dwoma lokalami użytkowymi.
W 2007 roku przeprowadzono remont ulicy. Została wybudowana kanalizacja sanitarna i deszczowa oraz odwodnienie drogi. Położono także nową nawierzchnię asfaltobetonową, kostkę chodnikową, natomiast zatokę autobusową wybetonowano. Koszt inwestycji wyniósł 2 686 443,75 zł.
W dniach 28 i 29 września 2021 roku ze znajdującego się przy ulicy Kosmicznej wieży szybowej szybu „Roździeński” likwidowanej kopalni „Wieczorek” zdjęto wszystkie cztery koła linowe. Pod koniec 2021 roku rozpoczęła się renowacja zarządzanych przez Komunalny Zakład Gospodarki Mieszkaniowej w Katowicach zabytkowych budynków przy ulicy Kosmicznej 30-38 i 39-43.
Katowicki TBS po wschodniej części ulicy Kosmicznej zaplanował budowę osiedla ekologicznego. W tym celu został zorganizowany konkurs na koncepcję architektoniczno-urbanistyczną osiedla zrównoważonego. Wyniki konkursu ogłoszono 29 października 2021 roku w katowickiej galerii SARP, a pierwsze miejsce przyznano katowickiej pracowni K3Xmore. Według założeń, osiedle to ma łączyć w sobie cechy unikalnej formy architektoniczno-urbanistycznej, komfortu użytkowania, dostępności ekonomicznej, a także ekologii poprzez zapewnienie wysokiej efektywności energetycznej. Zaplanowano osiedle ze 110 lokalami mieszkalnymi o różnych metrażach, wyposażone w komórki lokatorskie, balkony, tarasy lub ogródki. Osiedla ma posiadać także stację ładowania pojazdów elektrycznych, stację rowerów miejskich oraz systemy retencji wody deszczowej, a budynki zielone dachy. Realizacja osiedla planowana jest na lata 2023–2024.

## Obiekty zabytkowe

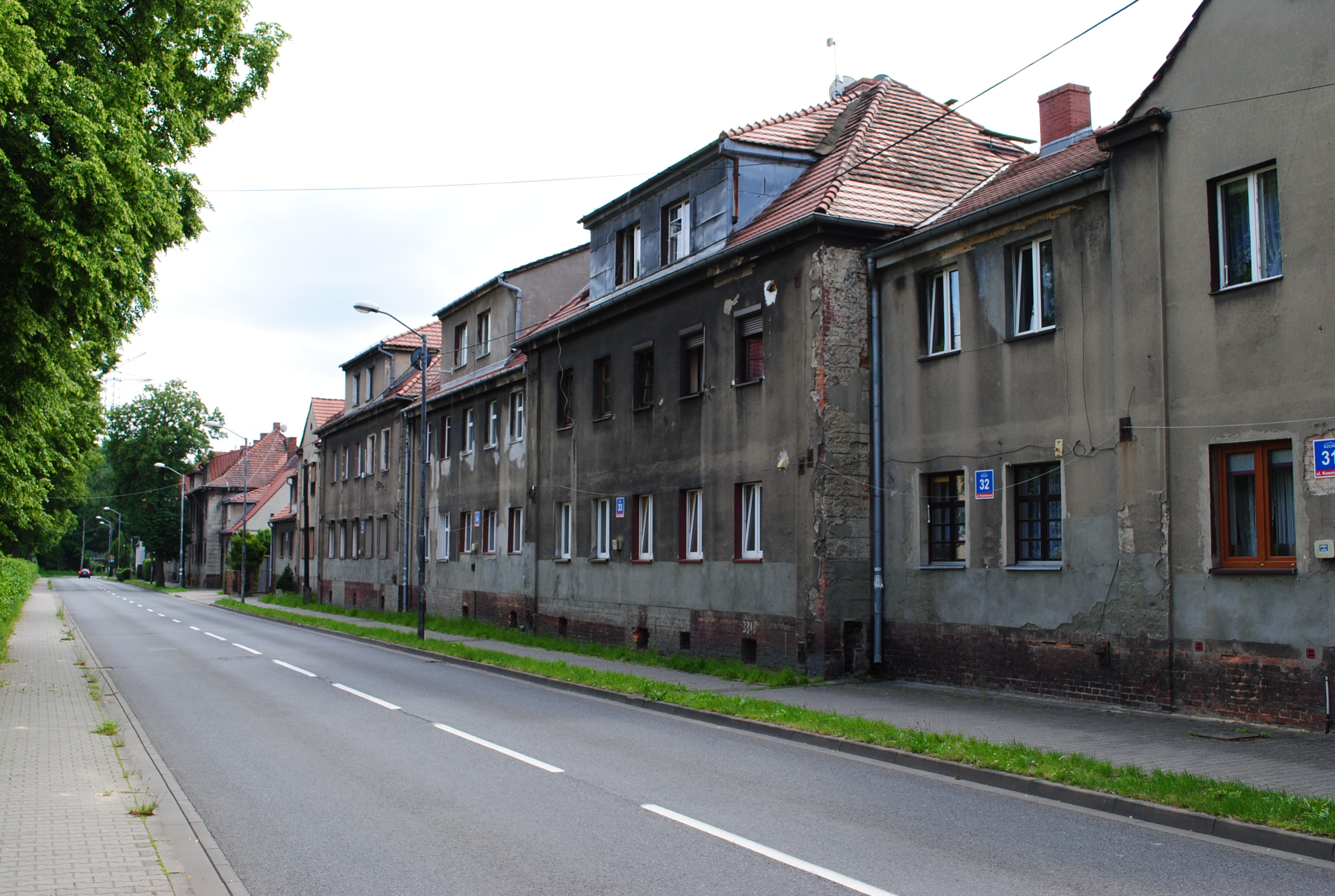
Fragment osiedla Neubau (2020)

Przy ulicy znajdują się historyczne budynki (fragment osiedla Neubau), wpisane do rejestru zabytków 23 czerwca 1987 roku (nr rej. A/1348/87), pochodzące z początku XX wieku – domy dwurodzinne i czterorodzinne oraz szeregowe domy robotnicze w ogrodach. Budynki te wzniesiono po zakończeniu I wojny światowej. Zabudowa prezentuje styl modernistyczny z elementami romantycznymi i klasycyzującymi oraz neobarokowymi i secesyjnymi. Wśród nich, przy ulicy Kosmicznej położone są następujące budynki:
- domy mieszkalne (ul. Kosmiczna 1–12);
- domy mieszkalne (ul. Kosmiczna 13–18);
- domy mieszkalne (ul. Kosmiczna 19–25);
- domy mieszkalne (ul. Kosmiczna 26–29);
- domy mieszkalne (ul. Kosmiczna 30–38);
- domy mieszkalne (ul. Kosmiczna 39–43);
- domy mieszkalne (ul. Kosmiczna 44–49).